# 그룹러브
그룹러브 (Grouplove)는 미국 캘리포니아에서 2009년에 결성된 인디 록밴드이다. 해나 후퍼, 크리스티앙 주코니, 다니엘 글리슨, 앤드루 웨슨, 라이언 래빈으로 이루어졌다.

## 역사

### 결성 (2009-2011)
그룹러브는 뉴욕에서 트럭 운전수와 바텐더 일을 하던 크리스티안 주코니와 그림을 그리던 해나 후퍼가 만나 그리스의 크레타 섬으로 여행을 갔을 때 앤드루 웨슨, 라이언 래빈과 션 개드를 만나게 된 것을 계기로 결성되었다. 예스의 기타리스트였던 아버지의 밑에서 자란 라이언 래빈은 꽤 성공한 프로듀서이자 드러머였는데, 서퍼이자 기타리스트인 앤드루 웨슨과 같은 동네에서 자란 친구 사이였다. 영국 출신의 작곡가이자 기타리스트인 션 개드 또한 크레타 섬에 잠시 머물고 있었는데, 이들은 크레타 섬에서 만나자 마자 빠르게 친해졌다. 하지만 바로 밴드를 결성하지는 않았는데, 1년 후 해나 후퍼와 크리스티안 주코니 커플이 션 개드와 함께 로스 앤젤레스에 위치한 라이언 래빈의 스튜디오를 방문해 GROUP이라는 이름으로 밴드를 만들었다. (이 때 멤버들은 팔에 GROUP이라는 문신을 새기게 된다) 얼마 후 밴드명을 GROUPLOVE로 바꾸고 활동을 시작한다.
그룹러브는 2010년 5월 10일 로스 앤젤레스의 El Cid에서 첫 공연을 가졌고, 그해 11월 Nylon Magazine의 "2010 최고의 신인 밴드" 순위에서 10위권 안에 들면서 주목받았다. 애틀랜틱 레코드와 계약한 후 라이언 래빈의 주도로 발매했던 EP Grouplove를 재발매했다.

### Never Trust A Happy Song과Spreading Rumours(2011-2014)
그룹러브는 2011년 11월 3일 데뷔 앨범 Never Trust A Happy Song을 발매했다. 이 앨범에는 Grouplove에 수록된 곡인 Colours, Naked Kids 등도 있었다. 수록곡 Colours가 게임 FIFA 시리즈에 사용되고 애플 사의 광고에 Tongue Tied가 삽입되는 등 인기를 끌면서 미국 얼터너티브 차트 1위를 기록했다. 이후 그룹러브는 북미 투어, 유니버설시티, 호주 시드니, 유럽 투어 등의 공연을 성황리에 마치며 인기를 누렸다.
2013년 4월 20일, 그룹러브는 맨체스터 오케스트라와 함께 콜라보레이션 싱글 "Make It To Me"를 발매하고, 6월 10일 2집 작업 중임을 알리며 싱글 "Ways To Go"를 발표했다. 그리고 그 해 9월 17일 트루바두르에서 전석 매진을 기록한 공연을 함과 동시에 2집 Spreading Rumours를 발표했다. 2집 발매 이후 18-show US tour, the Seesaw Tour 등의 공연 일정을 바쁘게 소화하면서 활발하게 활동했다. 이 시기에 다니엘 글리슨이 객원 멤버로 활동하기 시작했는데, 이는 션 개드가 자신의 다른 작업에 집중할 수 있도록 하기 위함이었다.

### 션 개드의 탈퇴와 다니엘 글리슨의 영입 (2014-현재)
2014년 4월 22일 션 개드는 자신의 트위터에 글을 올렸다.  "제게 주신 사랑에 감사드립니다. 그룹러브는 가족이고 여전히 가장 좋아하는 밴드입니다. 사랑을 보냅니다. GROUP"  그리고 솔로곡 Dream With Me를 발표했다. 그 후 션 개드가 그룹러브를 탈퇴했음이 공식 홈페이지를 통해 알려졌다. 션 개드가 그룹러브를 떠난 후 다니엘 글리슨이 정식 베이시스트로 영입되었다.
션 개드의 탈퇴 이후 그룹러브는 영화 더 폴트 인 아워 스타의 OST인 Let Me In을 발표했다. 2015년 4월, 그룹러브의 SNS 계정들을 통해서 해나 후퍼의 임신 소식이 전해졌다. 2015년 여름에 출산 예정이라고 한다.

## 멤버

### 현재 멤버
- 크리스티앙 주코니 (Christian Zucconi) - 보컬, 기타
- 해나 후퍼 (Hannah Hooper) - 보컬, 키보드
- 앤드루 웨슨 (Andrew Wessen) - 보컬, 기타
- 라이언 래빈 (Ryan Rabin) - 드럼
- 다니엘 글리슨 (Daniel Gleason) - 베이스

### 이전 멤버
- 션 개드 (Sean Gadd) - 보컬, 베이스